# Primer ministro de Gabón
El Primer ministro de Gabón es un cargo político de la República Gabonesa. Desde el 7 de septiembre de 2023 el cargo es ocupado por Raymond Ndong Sima.

## Historia
Con la independencia de Gabón (17 de agosto de 1960) se creó el cargo de primer ministro de Gabón, el presidente de la república, Léon M'ba, se convirtió en primer ministro. El 21 de febrero de 1961 el cargo fue suprimido y sus funciones recogidas por el vicepresidente.
En 1975 el puesto del vicepresidente fue abolido y sus funciones asumidas por el primer ministro. Desde entonces el cargo se mantuvo controlado por el Partido Democrático Gabonés, hasta el golpe de Estado de 2023.

## Mandato
El presidente nombra al primer ministro. El primer ministro cesa cuando lo considere oportuno el presidente, presente la dimisión el primer ministro o el gobierno no supere una moción de censura de la Asamblea Nacional (artículo 15). Si no se dan estos casos el primer ministro se mantendrá en el cargo hasta las elecciones legislativas o presidenciales siguientes (artículo 34), en cuyo caso pasará a ejercer en funciones hasta la toma de posesión del nuevo gobierno.

## Poderes
El primer ministro es el jefe del gobierno (artículo 31), y como tal dirige las acciones del gobierno y se asegura del cumplimiento de las leyes (artículo 29) bajo la autoridad del presidente (artículo 28). Una vez tomada posesión del cargo, debe presentar a la Asamblea Nacional su proyecto de gobierno que debe contar con la aprobación, por mayoría absoluta, de dicha cámara (artículo 28 punto a)
El jefe del gobierno tiene como poderes, dirigir la defensa y seguridad pública (artículo 28), el establecer, tras deliberación del Consejo de Ministros, el estado de vigilancia o el estado de alerta en el país previa consulta con los presidentes de ambas cámaras. Para su extensión (21 días más) debe contar con la aprobación del Parlamento. 
El primer ministro, al igual que los ministros, son responsables colectivamente ante el presidente y la Asamblea Nacional (artículo 28). 

## Lista de primeros ministros (1960 - )
| Espectro político  |
| ------------------ |
| PDG Independientes |

| Primer ministro                                              | Primer ministro | Primer ministro                       | Inicio                   | Fin                      | Partido       | Elecciones                  | Presidente                   | Presidente             | Presidente |
| ------------------------------------------------------------ | --------------- | ------------------------------------- | ------------------------ | ------------------------ | ------------- | --------------------------- | ---------------------------- | ---------------------- | ---------- |
|                                                              |                 | Léon M'ba (1902-1967)                 | 17 de agosto de 1960     | 21 de febrero de 1961    | BDG           | Designado por el presidente |                              | Léon M'ba (1960-1967)  |            |
| Puesto abolido (21 de febrero de 1961 – 16 de abril de 1975) |                 |                                       |                          |                          |               | Designado por el presidente |                              | Léon M'ba (1960-1967)  |            |
|                                                              |                 | Léon Mébiame (1934-2015)              | 16 de abril de 1975      | 3 de mayo de 1990        | PDG           | Designado por el presidente |                              | Omar Bongo (1967-2009) |            |
|                                                              |                 | Casimir Oyé-Mba (1942-2021)           | 3 de mayo de 1990        | 2 de noviembre de 1994   | Independiente | Designado por el presidente |                              | Omar Bongo (1967-2009) |            |
|                                                              |                 | Paulin Obame-Nguema (1934-2023)       | 2 de noviembre de 1994   | 23 de enero de 1999      | PDG           | Designado por el presidente |                              | Omar Bongo (1967-2009) |            |
|                                                              |                 | Jean-François Ntoutoume Emane (1939-) | 23 de enero de 1999      | 20 de enero de 2006      | PDG           | Designado por el presidente |                              | Omar Bongo (1967-2009) |            |
|                                                              |                 | Jean Eyeghe Ndong (1946-)             | 20 de enero de 2006      | 17 de julio de 2009      | PDG           | Designado por el presidente |                              | Omar Bongo (1967-2009) |            |
|                                                              |                 | Jean Eyeghe Ndong (1946-)             | 20 de enero de 2006      | 17 de julio de 2009      | PDG           | Designado por el presidente | Rose Francine Rogombé (2009) |                        |            |
|                                                              |                 | Paul Biyoghé Mba (1953-)              | 17 de julio de 2009      | 27 de febrero de 2012    | PDG           | Designado por el presidente |                              |                        |            |
|                                                              |                 | Paul Biyoghé Mba (1953-)              | 17 de julio de 2009      | 27 de febrero de 2012    | PDG           | Designado por el presidente | Ali Bongo (2009-2023)        |                        |            |
|                                                              |                 | Raymond Ndong Sima (1955-)            | 27 de febrero de 2012    | 27 de enero de 2014      | PDG           | Designado por el presidente |                              |                        |            |
|                                                              |                 | Daniel Ona Ondo (1945-)               | 27 de enero de 2014      | 29 de septiembre de 2016 | PDG           | Designado por el presidente |                              |                        |            |
|                                                              |                 | Emmanuel Issoze-Ngondet (1961-2020)   | 29 de septiembre de 2016 | 12 de enero de 2019      | PDG           | Designado por el presidente |                              |                        |            |
|                                                              |                 | Julien Nkoghe Bekale (1958-)          | 12 de enero de 2019      | 16 de julio de 2020      | PDG           | Designado por el presidente |                              |                        |            |
|                                                              |                 | Rose Christiane Raponda (1963-)       | 16 de julio de 2020      | 9 de enero de 2023       | PDG           | Designado por el presidente |                              |                        |            |
|                                                              |                 | Alain Claude Bilie By Nze (1967-)     | 9 de enero de 2023       | 30 de agosto de 2023     | PDG           | Designado por el presidente |                              |                        |            |
| Puesto abolido (30 de agosto – 7 de septiembre de 2023)      |                 |                                       |                          |                          |               |                             |                              |                        |            |
|                                                              |                 | Raymond Ndong Sima (1955-)            | 7 de septiembre de 2023  | En el cargo              | Independiente | Designado por el presidente |                              | Brice Oligui (2023-)   |            |